# Déconstructivisme
Pour les articles homonymes, voir Déconstruction.
 (septembre 2009).
 (2 décembre 2014).
- Si vous ne connaissez pas le sujet, laissez ce bandeau (vous pouvez alors contacter les auteurs).
- Si vous supprimez le contenu mis en cause (vous pouvez préalablement contacter les auteurs),

argumentez précisément cette suppression dans la page de discussion
(un manque de référence n'est pas un argument ; une recherche réelle de référence doit avoir été effectuée, être formellement documentée).

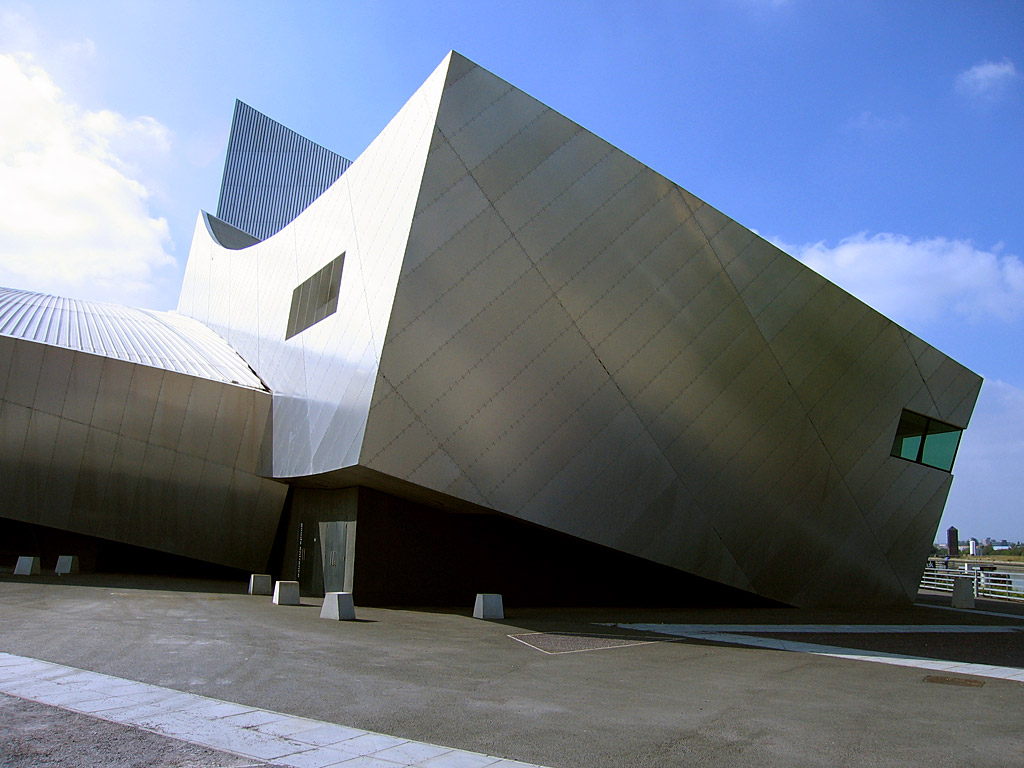
L'Imperial War Museum North de Daniel Libeskind à Manchester. Cet exemple d'architecture déconstructiviste, en trois volumes fragmentés et aux courbes associées, cherche à évoquer les destructions de guerre.

Le déconstructivisme est un mouvement artistique, principalement architectural, qui doit son nom au mouvement littéraire de la « déconstruction » dont le philosophe Jacques Derrida fut le principal théoricien et défenseur. Trouvant dans cette nouvelle vision de l'architecture une essence philosophique. Le nom de déconstructivisme se réfère également au mouvement du Constructivisme russe qui naquit dans les années 1920 (exemple avec l'artiste Aleksandr Rodchenko) dont il reprend certaines des inspirations.
C'est un mouvement contemporain, parallèle et différent du postmodernisme, qui s'oppose comme lui à la rationalité ordonnée de l'architecture moderne, mais avec une part complètement opposée puisque le déconstructivisme assume pleinement la rupture avec l'histoire, la société, le site, les traditions techniques et figuratives.
Le déconstructivisme revendique la philosophie postmoderne (qui n'a rien à voir avec le postmodernisme), en particulier ses idées de fragmentation et de polarité négative, qu'il associe à des processus de design non linéaire, à des thèmes comme la géométrie non euclidienne, en poussant à l'extrême des thèmes de l'architecture moderne comme l'opposition entre structure et enveloppe, entre plancher et mur, et ainsi de suite.
Les apparences visuelles des réalisations dans ce style sont caractérisées par une imprédictibilité stimulante et un chaos contrôlé. Cependant, les critiques de la déconstruction le voient comme un exercice purement formel qui se fait au détriment de la vie sociale.

## Pourquoi déconstruire l’architecture?

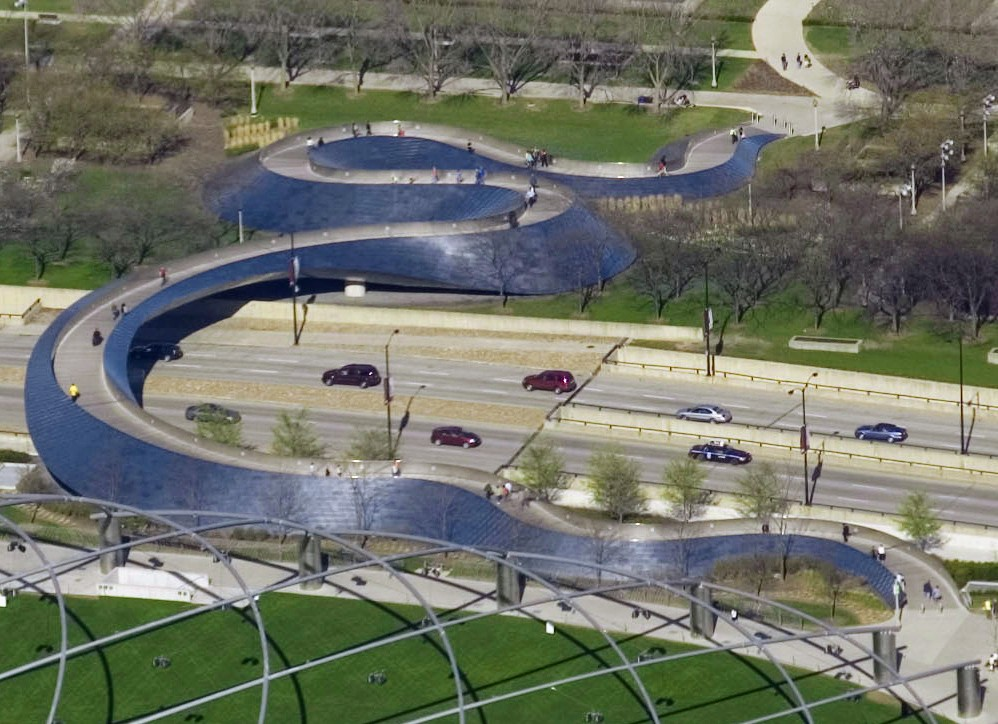
La passerelle BP à Chicago, œuvre de l'architecte Frank Gehry.

Il semble a priori absurde, voire contradictoire, de vouloir déconstruire ce qui appartient au domaine de la construction. Les bâtiments sont considérés comme l’accomplissement et l’aboutissement de toute une démarche de travail. Mais l’architecture déconstructiviste qui s’affirme dans les années 1990 a de bonnes raisons d’être, en apparence, déraisonnable. Murs penchés, sols inclinés, poteaux de biais, fenêtres inclinées, ces édifices qui semblent avoir subi les secousses telluriques sont bien le résultat d’un travail pensé de la part des architectes.
Cet article a pour but d’éclairer les démarches des architectes qui ont participé au développement d’une recherche sur la décomposition des espaces dans un contexte post-moderne.
En 1988, Philip Johnson et Mark Wigley organisent une exposition au musée MOMA à New York intitulée : « deconstructivist architecture ». Le public découvre la confluence du travail, depuis les années 80, des architectes : Frank Gehry, Peter Eisenman, Zaha Hadid, Rem Koolhaas, Daniel Libeskind, Coop-Himmelb(l)au, Bernard Tschumi. En effet, leur approche similaire qui se traduit par l’emploi d’un même registre de formes non conventionnelles et déstabilisantes, les a fait se regrouper non pas pour célébrer l’émergence d’un nouveau style, mais pour présenter des tendances très proches venant de différentes parties du monde occidental. Les architectes ou autres connaisseurs y découvrent une nouvelle post modernité puisant aux sources du modernisme et empruntant la géométrie des constructivistes. Cette explosion de formes reflète la liberté des virtuoses capables de faire naître des œuvres aussi fortes, tant sur le plan plastique qu’intellectuel.

## En quoi consiste la déconstruction?
Le déconstructivisme est donc un qualificatif mis en place par les critiques d’art selon certains critères bien spécifiques. Mais avant cela il faut rappeler que la déconstruction est une méthode d’analyse des textes littéraires et philosophiques mise en place par le philosophe Jacques Derrida. Néanmoins, si ce terme n’appartient pas uniquement à J. Derrida, il guide notre compréhension dans « 52 aphorismes pour un avant-propos ».
L’architecture a souvent été une métaphore de la philosophie, mais la déconstruction ne serait pas une architecture ni même une métaphore architecturale. Elle ne se présente pas comme un système clos, mais plutôt comme un questionnement. Elle ne conclut pas, mais ouvre des portes de réflexion. Elle ne parachève pas des notions, mais les analyse. C’est un commentaire interminable sur les textes, les langues et les notions de philosophie.
La déconstruction est un « texte suspendu ». Elle ne cherche pas les fondations des parties visibles de l’édifice. Elle s’attaque aux causes qui mènent de l’origine à la fin de façon linéaire, et ceci, car elle considère que les deux cohabitent en permanence. Son travail consiste en une lecture de la fin vers l’origine et vice-versa. Ce mouvement de va-et-vient de la lecture devient une philosophie à l’œuvre, un travail d’écriture qui poursuit la lecture.
La déconstruction est une critique non pas négative, mais productive. « La déconstruction est inventive ou elle n’est pas (…) sa démarche engage une affirmation. » Elle veut inventer l’impossible, « réinventer l’invention même, une autre, inventer ce qui ne paraissait pas possible. (…) Donner lieu à l’autre, laisser venir l’autre. Je dis bien laisser venir, car si l’autre c’est ce qui ne s’invente pas, l’initiative ou l’inventivité déconstructive ne peuvent que consister à ouvrir, déclôturer, déstabiliser des structures de forclusion pour laisser le passage à l’autre ».
C’est donc une lecture critique des textes philosophiques que propose J.Derrida. Afin de saisir et de restituer des séquences de pensée, il a pratiqué le « montage parallèle » sur certains passages qu’ont produits les écrivains. Deux textes sont placés côte à côte, un sur la page de gauche un autre sur la page de droite. Par ce jeu de comparaisons qu’effectue le lecteur, il reconstitue des systèmes de pensée et relève certaines contradictions.
La déconstruction ne propose pas seulement une analyse littéraire, ce sont des textes à part entière. L’écriture de J.Derrida est redevable des recherches sur le langage de Sigmund Freud. Celui-ci faisait parler ses patients afin de trouver les indices qui révèlent les origines de leurs troubles profondément enfouis dans leur inconscient. Dans la déconstruction il a appliqué cette méthode d’analyse et d’interprétation du discours aux textes philosophiques pour faire ressortir les idées réprimées, les sujets évités, qui auraient pu contredire la cohérence du discours de l’auteur. Sous les arguments lisses et bien construits, il cherche dans les figures de rhétorique et les sujets évités à montrer qu’aucune théorie n’est absolument cohérente, logique ou entière. Il s’agit donc d’une technique qui vise à recomposer des œuvres littéraires, mais délivrées de l’emprise de l’auteur, selon une autre règle du jeu que celle qui les a initialement produites.

## Déconstruction et architecture
La déconstruction est donc à l’opposé des constructions qui supportent des systèmes philosophiques clos ou des ouvrages achevés. La déconstruction est un espace qui s’ouvre, un état de l’espace ouvert aux réflexions, aux transformations. C’est une occasion de construire un espace « autre ».
Dans les années 1990 le terme déconstructivisme appliqué à l’architecture ne représente pas un mouvement ou un style et n’est pas synonyme non plus de destruction ou de démolition.
Par l’intermédiaire de procédés de décomposition, les concepteurs expriment dans leurs bâtiments les contradictions, les dilemmes ou les conflits de la ville, reflets de la société et de la culture actuelle. Ces situations complexes sont exposées à travers une recherche formelle expressive. Les formes sont pensées de façon à révéler et non dissimuler, elles ont la capacité de déranger la façon habituelle de percevoir les configurations spatiales.

## Constructivisme
Les opérations de distorsion, de dislocation ou d’interruption sur les structures et la géométrie appliquées par les déconstructivistes, sont en partie des transformations utilisées auparavant dans les arts visuels de l'avant-garde russe, mais détournées de leur contexte d’origine.
Avant la Révolution russe de 1917, les formes créées par les artistes constructivistes ne proviennent plus d’une composition classique ordonnée, mais d’une géométrie instable et conflictuelle sans axe de hiérarchie. Après cette date l’avant-garde russe rejette les beaux-arts traditionnels pour accueillir l’architecture en tant que médium directement plongé dans la réalité sociale. Celle-ci peut en effet être utilisée pour soutenir des buts révolutionnaires, car elle est en contact permanent avec la population. Le dynamisme inhérent aux études formelles est tourné en instabilité dans les structures de V.Tatlin (contre-reliefs, tour de la 3e Internationale, 1919), A.Rodchenko (dessin pour une station radio, 1920) ou I.Chernikhov (construction de formes architecturales et de machine, 1930). Mais ces structures ne furent pas réalisées et les formes en conflit ont glissé vers des assemblages mécaniques plus sûrs, similaires à ceux des machines.
Les affiches d’El Lissitzky (Tribune de Lénine, 1920) et Altman posent les bases d’une nouvelle culture visuelle. Le vocabulaire abstrait des formes et leur mise en espace grâce au collage ou les plans découpés et réunis des sculptures de N.Gabo sont autant de tentatives pour lutter contre les volumes pleins statiques au profit de la profondeur et d’une dynamique au rythme cinétique.
Le mouvement et l’interaction entre les formes, la menace de l’instabilité, les volumes évidés de leur masse, ainsi que le montage permettant de révéler la complexité et la diversité que l’artiste peut reconstruire, sont des thèmes intrinsèques au constructivisme. Ils seront réutilisés comme des outils de travail conceptuels dans l’architecture déconstructiviste. Ils lui procurent la force et le plaisir de la déviance qui permettent à la créativité d’ouvrir un système clos et immuable.

## Modernisme
Le mouvement moderne qui se développait au même moment a détourné par une influence l’esprit des projets révolutionnaires. Ce nouveau courant était fasciné par l’esthétique élégante du fonctionnalisme et non par la dynamique complexe de la fonction elle-même comme le revendiquait l’avant-garde russe.
Les formes et thèmes du modernisme inspirent volontairement l’architecture déconstructiviste : bâtiments industriels semblables à des machines, registre formel abstrait, refus de l’ornement, vocabulaire structural (porte à faux, poteaux, plan libre, fenêtres horizontales).
La volonté de laisser apparaître les éléments de construction est reprise de manière à explorer l’espace de façon séquentielle, comme le démontre la toiture de Coop Himmelblau (Vienne, 1985). Le vocabulaire structural est aussi utilisé de telle façon qu’il génère des espaces interstitiels. Ces espaces non programmés pour une fonction précise sont ouverts aux usages fluctuants. On peut voir à ce sujet le projet de logements et la tour d’observation de Rem Koolhaas dont le statut de la dalle, d’où sont issues les tours, est remis en question (Rotterdam, 1982). Dans des projets de grande échelle, le territoire est fragmenté de façon à questionner les notions de traces, de patrimoine ou de mémoire.
La circulation, le parcours, le passage et les réseaux sont autant de forces qui organisent les projets au moyen d’escaliers, de passerelles et autres supports du mouvement. La scénographie qui en découle est parfois dramatisée pour mieux faire saisir l’instabilité inhérente due aux changements de notre époque. Les nombreux chemins mis en place par B.Tschumi au Parc de la Villette ou la traversée des couches programmatiques de Rem Koolhaas pour ce même concours, illustrent une volonté de multiplier les points de vue sur l’espace à grande échelle. Au lieu d’un point de vue unique avec une perspective cadrée, les foyers sont répartis afin que le spectateur se déplace dans toutes les dimensions de son sujet d’observation. Ce procédé avait été largement exploré par les artistes cubistes qui organisaient leur toile afin de faire apparaître les diverses faces d’un objet sous différents angles.

## Application à l’échelle urbaine

### Villes artificielles de P. Eisenman.
Dans quatre projets, Cannaregio, Berlin, Long Beach et La Villette, Peter Eisenman met en place des processus de décomposition. Ce sont de véritables outils qui opèrent dans le sol et permettent de manier les significations relatives aux concepts de la ville. Véritable opération structuraliste comme la décrit Roland Barthes : découpage et agencement. Les représentations qu’il utilise sont directement liées à la notion de contexte, contexte géographique, historique ou discursif. Les dessins sont basés sur une lecture géométrique du lieu, souvent à partir de cartes.
- 1978.Cannaregio est une critique de l’urbanisme moderne, représenté par l’hôpital de Venise de Le Corbusier.
- Opérations de calquage et d’excavation, 1984.Berlin est une critique du traitement postmoderne des centres historiques et essentiellement des traces archéologiques souterraines.
- Opération de stratification pour une architecture artificielle, 1986. Long Beach est la critique de la tradition classique dans laquelle il décèle trois mythes : histoire (ce qui est intemporel), représentation (question de la signification) et raison (le vrai universel).
- Opération de scaling, sans origine, sans fin, arbitraire (sans signification volontaire), 1988. La Villette est la synthèse de ces 14 années de travail.

Si on met de côté les deux méthodes plus traditionnelles de calquage et de stratification, on peut s’arrêter sur les deux autres et voir ce qu’elles impliquent.

#### Scaling
Il est le résultat de la superposition, du changement d’échelle, de la rotation et de la fragmentation appliquée à une carte. La nouvelle figure ne peut pas se lire en sens inverse pour retrouver l’origine. Cela est directement adressé à l’histoire perçue comme un déroulement linéaire avec ses débuts et ses fins. Cette complexification du déchiffrage rend conscient de la multitude d’interprétations possibles des lectures du passé et de leur subjectivité, voire de leur arbitraire encouragé par une idéologie. Cette opération est directement tirée de la linguistique synchronique qui analyse les phénomènes non pas dans leurs rapports de manière chronologique, mais comme des ensembles structurés à un moment donné. Dans le processus de décomposition, la conception et la perception ne sont pas successives : « Il n’est pas certain que l’objet final soit la description de sa propre histoire. (…) La décomposition plutôt que de travailler vers un but précis commence par la fin pour trouver ses propres limites. »

#### Excavation
Elle permet d’abord à P. Eisenman d’accrocher son bâtiment à un site réel ou fictif. Aussi, le creusement permet de remettre en question l’opération d’extrusion, car elle peut être présentée comme son opération inverse. L’axonométrie prend alors une dimension nouvelle, car elle garde son aspect de dessin sans limites issu du plan et propose dans ce cas un vide plutôt qu’un plein. En prenant l’exemple des « red standing stones », A. Vidler présente ces vides d’abord comme des tombes et des monuments de sa série de maisons effectuées auparavant, un mémorial de ses expérimentations précédentes. Au-delà de cette interprétation il propose que ces vides ne contiennent pas une symbolique pas plus qu’un usage, mais ils renferment la marque d’une existence posthume de ce qui, autrefois, a symbolisé ou été occupé. Dans ce contexte, ces vides sont les traces de monuments ou autres édifices qui avaient une forte symbolique.
La problématique représentée à la Renaissance par deux sculptures à la villa d'Este en Italie, se pose à nouveau : l’architecture est-elle issue du vide créé par extraction dans le plein ou est-elle une invention matérialisée par le plein dans le vide ? L’excavation est l’action de creuser, de retirer pour trouver ce qui a été enfoui ou oublié. Aussi, le résultat en est qu’un espace a été créé, pour l’habiter physiquement ou par l’imagination. Enfin, en jouant avec le sol dans son épaisseur P. Eisenman apporte une sensibilité de la matière et de l’espace concret, assez rare dans son travail théorique. Comme dans le Wexner Center, il est confronté à la notion d’expérience de l’espace et placera l’homme en mouvement dans les trois dimensions. Il n’est plus au centre, mais est toujours présent physiquement.
Il fait appel à la notion de palimpseste (manuscrit sur parchemin dont on a fait disparaître l’écriture pour écrire de nouveau) pour remettre en question l’imaginaire historique et rappeler la subjectivité du choix et de l’ordre des événements dans le temps ! « Mes projets ont créé ce qu’on peut appeler une superposition, soit l’existence simultanée de deux ou trois couches formelles et historiques produisant un autre état des lieux, entièrement artificiel, un hyper-état de base, n’ayant rien à voir avec ce qui antérieurement se trouvait sur le site, ou pouvait s’y trouver, mais n’existant que dans la juxtaposition. »

## Architectes déconstructivistes
Quelques architectes connus, qu'on peut associer à ce mouvement esthétique, dont :
- Paul Virilio et Claude Parent avec La Fonction oblique
- Peter Eisenman
- Frank Gehry
- Günter Behnisch
- Bernard Tschumi
- Rem Koolhaas
- Daniel Libeskind
- Zaha Hadid
- Coop Himmelb(l)au
- Jean Nouvel
- Christian de Portzamparc
- Elizabeth de Portzamparc

## Conclusion
Les projets déconstructivistes en architecture peuvent être rapprochés du travail de la déconstruction en littérature, mais dans un sens complémentaire plutôt que parallèle. Ils ont leurs méthodes propres, mais tous deux explorent dans leur discipline respective des aspects oubliés ou volontairement tus. Les projets ne sont pas une application de la théorie de la déconstruction en littérature, ils expriment plutôt des qualités déconstructivistes dans un contexte émergeant de la tradition moderne.
Les architectes abordent les questionnements des origines de l’architecture, la légitimité des formes, la reformulation des concepts. Par leur recherche ils ouvrent de nouveaux chemins à la création, ils libèrent les espaces de la suffisance stérile et de l’immobilisme stylistique.
Les projets déconstructivistes ne classent pas définitivement les architectes qui les ont conçus dans une catégorie stylistique. Ils marquent plutôt une époque pour rappeler que ces concepteurs ont participé à un travail commun sur l’architecture en gardant distinctement leur langage architectural.
Ces projets ont la capacité de déranger notre façon de penser les formes et leurs fonctions. Pour prendre un élément courant dans le vocabulaire architectural : le mur, sa disposition et ses différentes formes remettent en question la division des espaces intérieurs et extérieurs. La géométrie s’avère être plus complexe et la notion de protection ou de cloisonnement que procurent une pièce ou un ensemble bâti en est dérangée. La fermeture n’est pas simplement remplacée par l’ouverture du plan libre moderne, mais le mur est mis en tension, déchiré, plié. Il ne procure plus la sensation de sécurité en partageant le familier de l’étranger ou l’intérieur de l’extérieur, mais toute la notion de clôture ou d’enceinte est décomposée.
Ce processus de subversion, au-delà de toute idéologie ou folie de ses créateurs, démontre les multiples possibilités de combinaison du vocabulaire architectural trop souvent cristallisé dans l’architecture traditionnelle.